# 陽東3丁目停留場
陽東3丁目停留場（ようとうさんちょうめていりゅうじょう）は、栃木県宇都宮市陽東3丁目にある宇都宮ライトレール宇都宮芳賀ライトレール線の停留場。

## 概要
栃木県道64号宇都宮向田線上に建設された。仮称は「陽東」であった。
当停留場の近くに位置する新宇都宮リハビリテーション病院を運営する一般社団法人巨樹の会が副停留場名称の命名権を購入し、「新宇都宮リハビリテーション病院前」の副停留場名称を付与している。
英語表記は Yoto 3-chome であるが、電車内の英語アナウンスでは Yoto 3（three）と案内している。

## 歴史
- 2021年（令和3年）4月23日：停留場名決定[5]。
- 2023年（令和5年）8月26日：開業[3][4]。

## 停留場構造

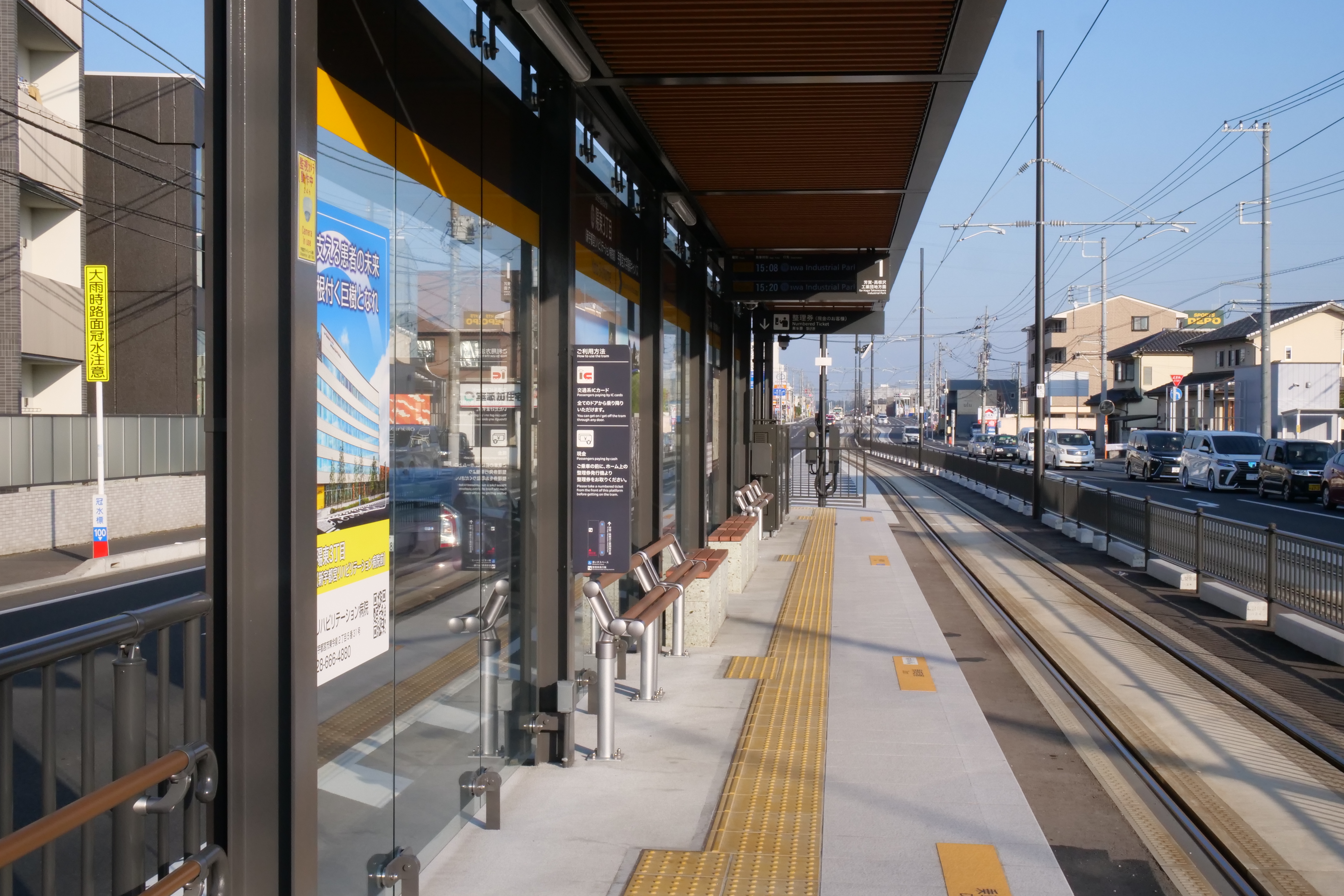
1番線プラットホーム（2023年11月）

千鳥式ホーム2面2線で、交差点の東側に芳賀・高根沢工業団地方面のプラットホームを、西側に宇都宮駅東口方面のプラットホームを配置する。

### のりば
| 番線 | 路線          | 方向 | 行先                     |
| ---- | ------------- | ---- | ------------------------ |
| 1    | ■ライトライン | 下り | 芳賀・高根沢工業団地方面 |
| 2    | ■ライトライン | 上り | 宇都宮駅東口方面         |

## 利用状況
- 2024年2月時点での1日平均乗降人員は平日約800人・休日約500人である[9]。
- 2024年（令和6年）11月第2週の1日平均乗降人員は平日約1,140人・休日約620人である[10]。

## 停留場周辺
近隣は住宅地となっており、商店が数軒ある。北側にはトレーニングジム、南側にはケアハウスやキリスト教青年会（YMCA）の保育園がある。
- 栃木県健康倶楽部[11]
- ケアハウス・アオーラ而今（） - 老人ホームを併設
- ようとう保育園 - とちぎYMCA福祉会が運営[12]
- 柳田街道
- 陽東通り

## 開業前の様子

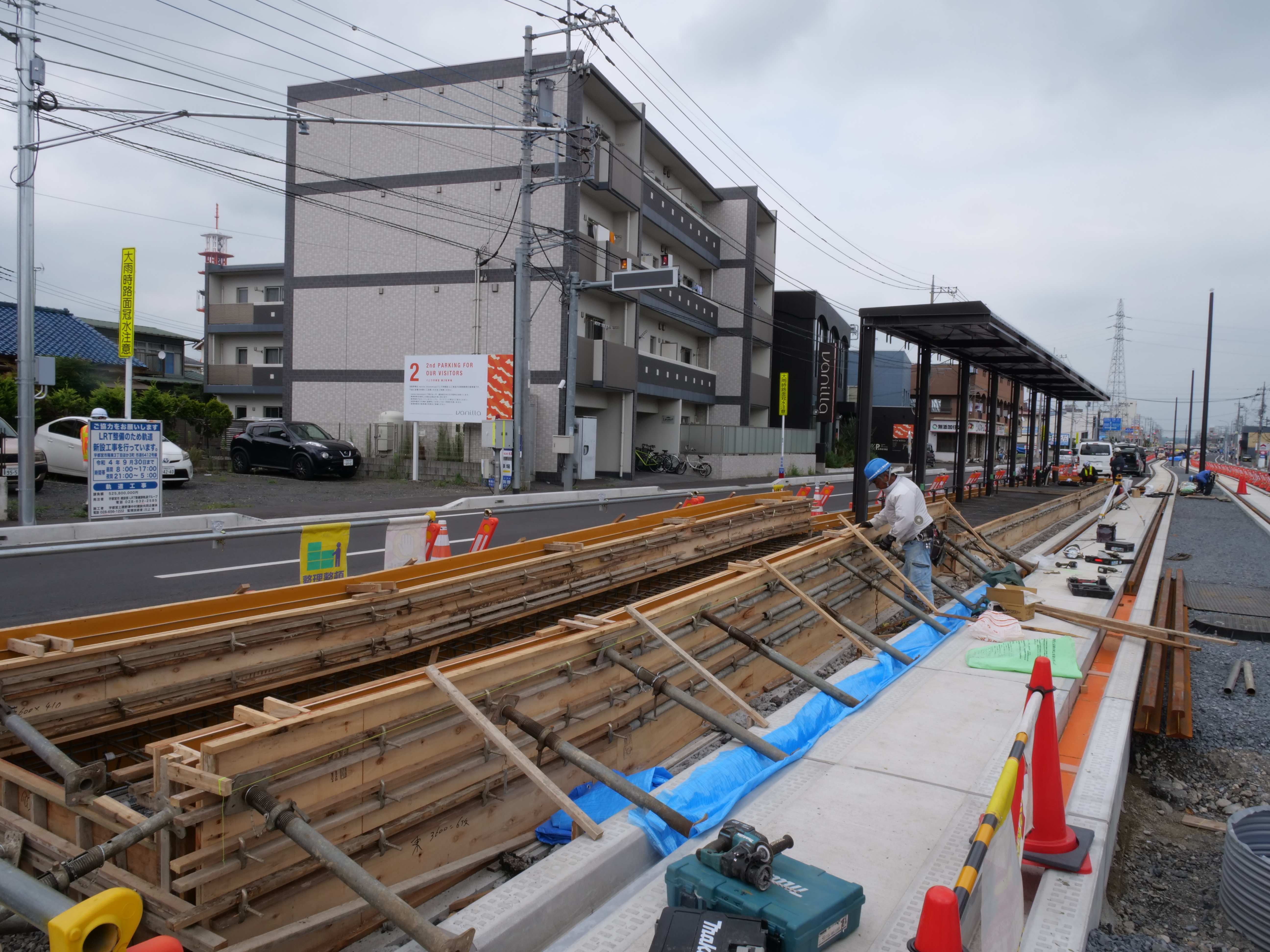
下り（芳賀・高根沢工業団地方面）ホーム（2022年8月）
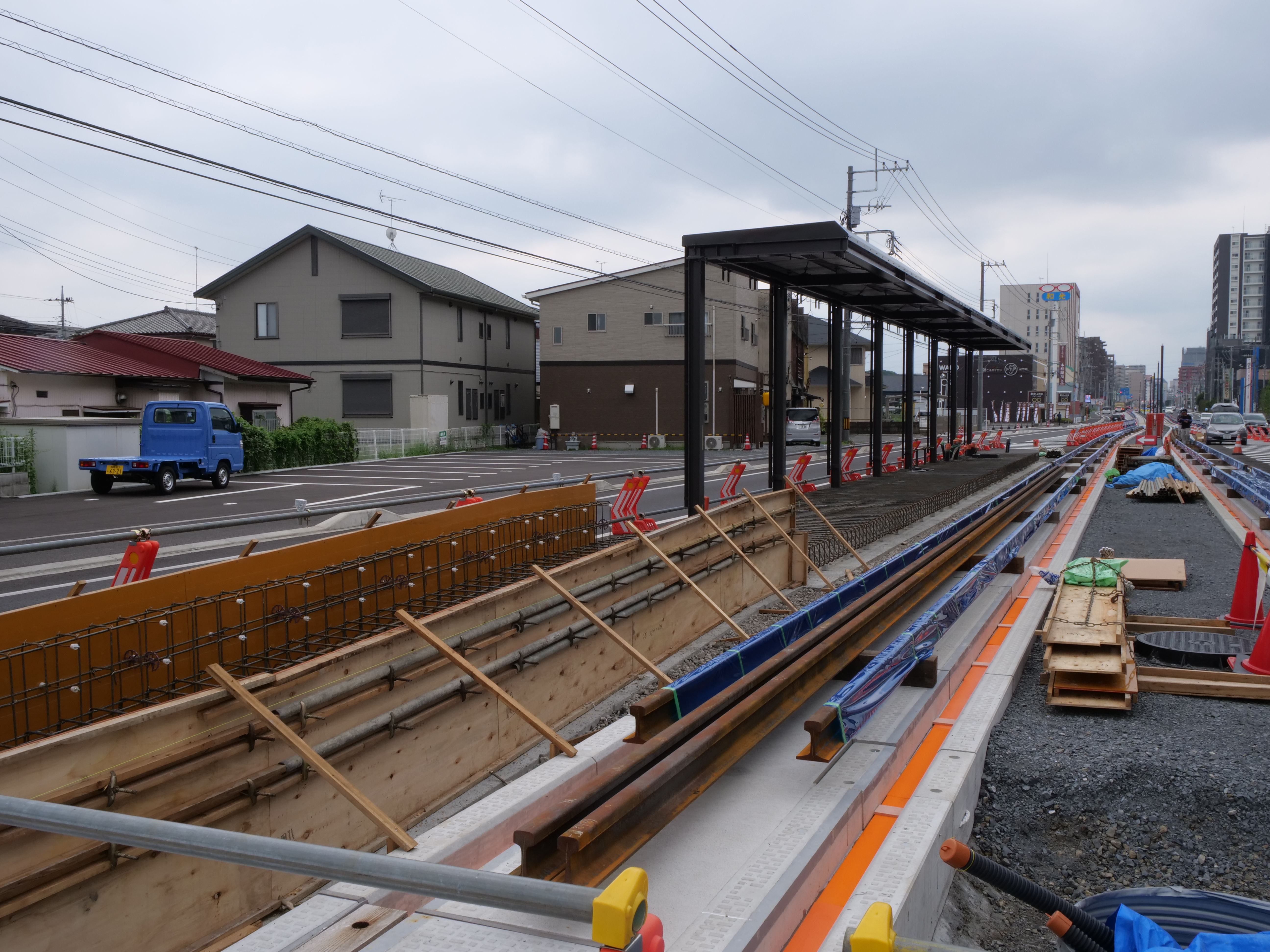
上り（宇都宮駅東口方面）ホーム（2022年8月）
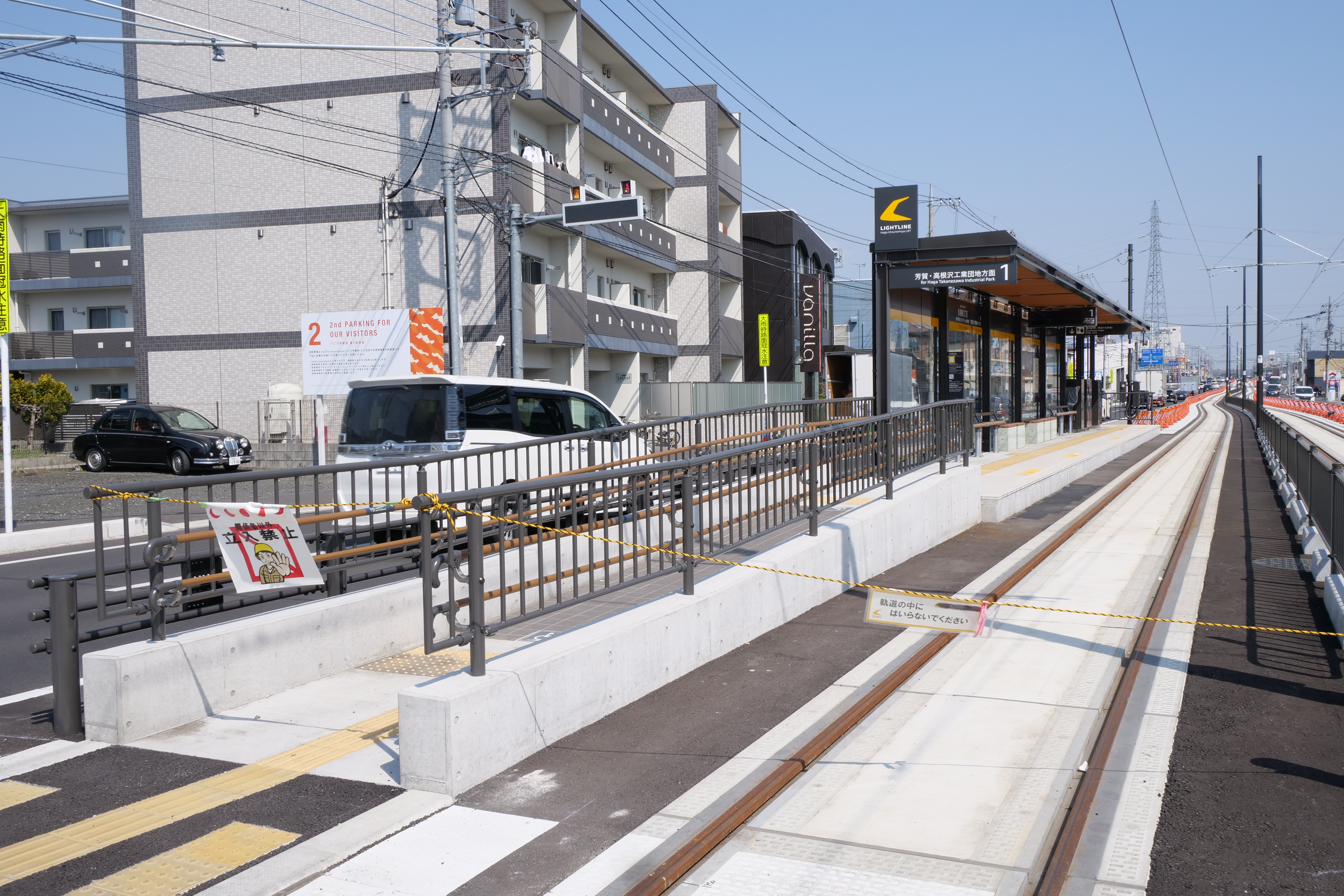
下りホーム（2023年4月）
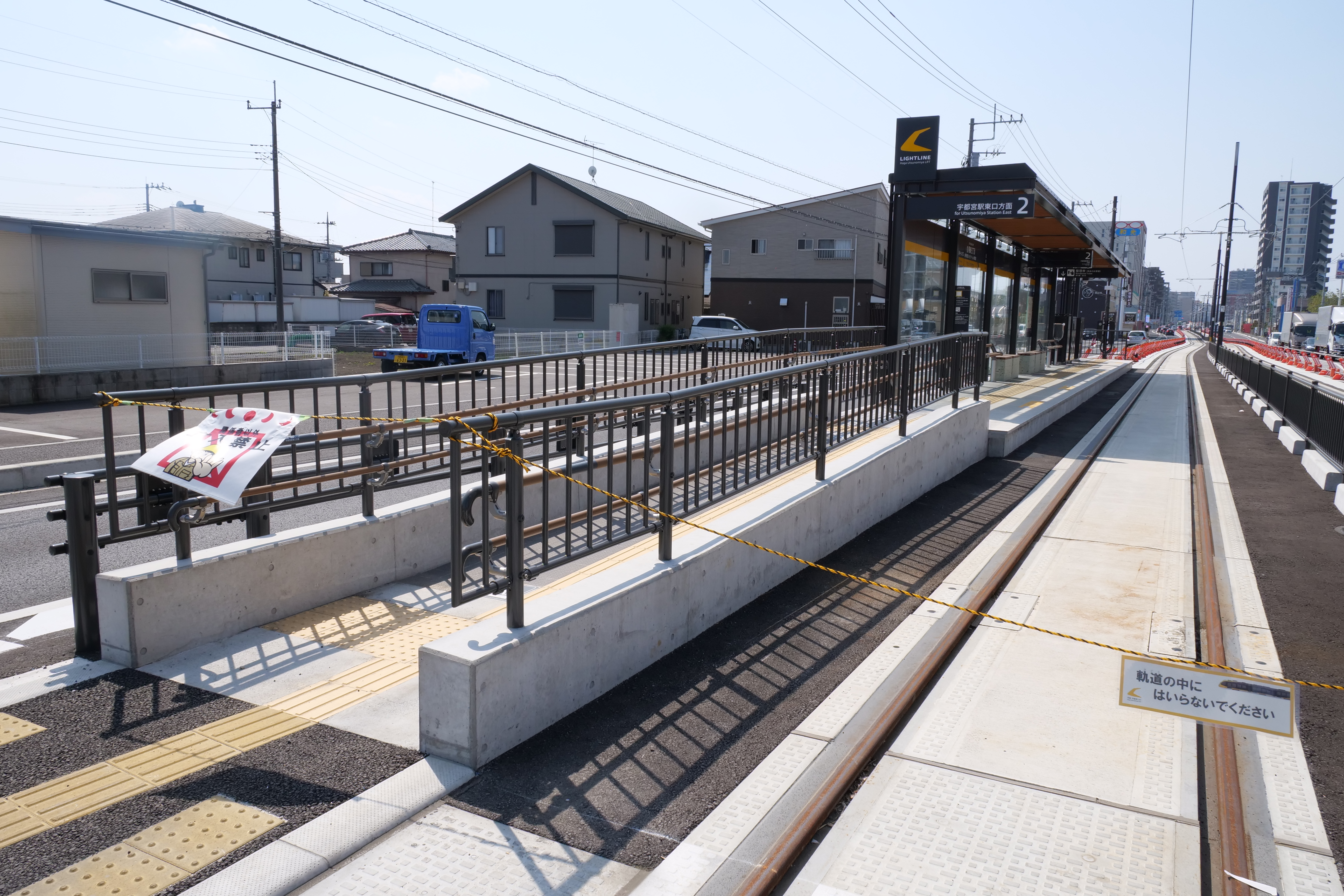
上りホーム（2023年4月）

## 隣の停留場
宇都宮ライトレール
■宇都宮芳賀ライトレール線
快速（平日朝下りのみ運転）
通過
各停
峰停留場 (04) - 陽東3丁目停留場 (05) - 宇都宮大学陽東キャンパス停留場 (06)